# Скандалидис, Костас
Костас Георгиевич Скандалидис (греч. Κώστας Σκανδαλίδης; род. 11 января 1953, Кос, Греция) — греческий политик, действующий министр по делам развития сельских районов и продовольствия.

## Биография
Костас Скандалидис родился в 1953 году на острове Кос. Изучал электротехнику в Национальном техническом университете Афин.
Впервые избран членом Греческого парламента по партийному списку ПАСОК на всеобщих выборах 1989 года. Избирался секретарем Центрального Комитета ПАСОК трижды в период с 11 октября 1995 года по 22 октября 2001. Был кандидатом на пост мэра Афин на местных выборах 2006 года, на которых получил 28,84 % избирателей, после чего его платформа стала основной оппозиционной силой.
После парламентских выборов 2007 года, на которых ПАСОК потерпела поражение, Костас Скандалидис выдвинул свою кандидатуру в руководители партии. На общепартийных выборах, состоявшихся 11 ноября 2007 года, он занял третье место с 5,74 % голосами избирателей, уступив действующему лидеру партии Йоргосу Папандреу и Эвангелосу Венизелосу.
Костас Скандалидис начиная от середины 1990-х годов занимал такие правительственные должности:
- министр Эгейского моря и островной политики (13 октября 1993 — 8 июля 1994 года)
- министр внутренних дел (8 июля 1994 — 15 сентября 1995 года)
- министр внутренних дел и общественного порядка (24 октября 2001 — 10 марта 2004 года)

После прихода в 2009 году ПАСОК к власти, был назначен в сентябре 2010 года министром по делам развития сельских районов и продовольствия.